# Шарбонно, Патриша
Патри́ша Шарбонно́ (англ. Patricia Charbonneau; 19 апреля 1959, Валли-Стрим, Нью-Йорк, США) — американская актриса.

## Биография
Патриша Шарбонно родилась 19 апреля 1959 года в Валли-Стрим (штат Нью-Йорк, США) в семье француза-бизнесмена и австрийки. У Патриши есть девять старших братьев и сестёр.
В 1977 году Патриша окончила «Valley Stream Central High School», где училась со Стивом Бушеми, а затем поступила в Бостонский университет.

### Личная жизнь
Замужем за Винсентом Каггиано, у пары есть две дочери — Ханна и Катерина.

## Карьера
Патриша дебютировала в кино в 1983 году, сыграв роль Трейси Лоу в фильме «Тайный круг: Многие дороги к убийству». В 1987 году была номинирована на премию «Независимый дух» в категории «Лучшая женская роль» за роль в фильме «Неприкаянные сердца». Всего она сыграла в 47 фильмах и телесериалах.

## Избранная фильмография
| Год       |    | Русское название                      | Оригинальное название             | Роль                                |
| --------- | -- | ------------------------------------- | --------------------------------- | ----------------------------------- |
| 1983      | ф  | Тайный круг: Многие дороги к убийству | MysteryDisc: Many Roads to Murder | Трейси Лоу                          |
| 1985      | ф  | Неприкаянные сердца                   | Desert Hearts                     | Кэй Ривверс                         |
| 1986      | ф  | Охотник на людей                      | Manhunter                         | миссис Шерман                       |
| 1986—1987 | с  | Криминальные истории                  | Crime Story                       | Ингер Торсон                        |
| 1988      | ф  | Вымогательство                        | Shakedown                         | Сьюзан Кантрелл                     |
| 1988      | ф  | Роковой звонок                        | Call Me                           | Анна                                |
| 1988—1989 | с  | Умник                                 | Wiseguy                           | Кэрол Стенберг                      |
| 1989      | с  | Мэтлок                                | Matlock                           | Мэделин «Мэдди» Медфорд             |
| 1990      | ф  | Когда умирает мозг                    | Brain Dead                        | Дэна Мартин                         |
| 1990      | с  | Звонящий в полночь                    | Midnight Caller                   | Дакота Робертс                      |
| 1990      | ф  | Робот-полицейский 2                   | RoboCop 2                         | техник робота-полицейского          |
| 1991      | с  | Она написала убийство                 | Murder, She Wrote                 | Дайана Стерлинг                     |
| 1991      | с  | Тайны отца Даулинга                   | Father Dowling Mysteries          | Лори Кидд                           |
| 1991      | ф  | К2: Предельная высота                 | K2                                | Джеки                               |
| 1992      | с  | Байки из склепа                       | Tales from the Crypt              | Эллен Ренфилд                       |
| 1993      | с  | Отступник                             | Renegade                          | Джанет                              |
| 1993      | с  | Крутой Уокер: Правосудие по-техасски  | Walker, Texas Ranger              | Робин Хенли                         |
| 1994      | с  | Вайпер                                | Viper                             | Элла Китс                           |
| 1995      | ки | Mission Critical                      | Mission Critical                  | командующий лейтенант (озвучивание) |
| 1995      | с  | Подводная одиссея                     | seaQuest DSV                      | Илейн Морс                          |
| 1996      | с  | Клан                                  | Kindred: The Embraced             | Камилла                             |
| 1997      | с  | Профайлер                             | Profiler                          | Барбара Чапин                       |
| 2001      | с  | Закон и порядок: Преступное намерение | Law & Order: Criminal Intent      | Сидни Маркхем                       |
| 2002      | с  | Закон и порядок                       | Law & Order                       | Джанет Нейман                       |
| 2008      | с  | Закон и порядок: Специальный корпус   | Law & Order: Special Victims Unit | Пэйдж Беддлс                        |
| 2008      | ф  | 100 футов                             | 100 Feet                          | Фрэнсис                             |